# Glimveer
Glimveer (Engels: Glimfeather) is een personage uit De zilveren stoel en Het laatste gevecht van De Kronieken van Narnia door C.S. Lewis.
Glimveer is een sprekende uil, die ongeveer even groot is als een dwerg. Hij is in staat om met Jill en Eustaas op zijn rug een eind te vliegen. Zoals iedere uil praat Glimveer met woorden die op 'hoe' rijmen, en is hij vooral 's nachts actief en overdag niet al te helder.

## De zilveren stoel
Hierin hij degene die ziet dat Jill en Eustaas uit het Land van Aslan komen vliegen. Hij stelt de kinderen voor aan de dove dwerg Trompoen en helpt de kinderen om aan hun reis te beginnen.

## Het laatste gevecht
Hier is Glimveer in de tuin, in het nieuwe Narnia, samen met alle andere helden uit Narnia.